# WHAT, ME WORRY?
『WHAT, ME WORRY?』（ホワット、ミー・ウォーリー?）は、日本のシンガーソングライター・ドラマーである高橋幸宏の4枚目のアルバム。サブタイトルは『ボク、大丈夫!!』（ボク、だいじょうぶ!!）。
1982年6月21日にアルファレコードの¥ENレコードレーベルからリリースされた。
作詞は高橋、ピーター・バラカン、ザイン・グリフが行い、作曲は高橋のほかに、ザインとビル・ネルソン、坂本龍一が担当した楽曲に加え、ビートルズの「IT'S ALL TOO MUCH」（1969年）のカバーが収録され、プロデューサーは高橋が担当している。
本作リリース後の7月21日にミニ・アルバム『WHAT, ME WORRY? ボク、大丈夫?』（ホワット、ミー・ウォーリー? ボク、だいじょうぶ?）、2005年3月24日にミニ・アルバムの収録曲をボーナス・トラックとして追加されてリリースされ、2022年3月9日の再リリース盤には『WHAT, ME WORRY?+3』（ホワット、ミー・ウォーリー?プラススリー）として発表された（後述）。

## リリース
1982年6月21日にアルファレコードの¥ENレコードレーベルからLPレコードとCTの2形態でリリースされた。
1988年8月10日に初CD化され、その後1992年8月21日、1994年9月28日の2度再リリースされた。
2022年3月9日にソニー・ミュージックダイレクトのALDELIGHTレーベルから「ユキヒロ×幸宏 EARLY 80s」の第2弾としてLPレコードで、5枚目のアルバム『薔薇色の明日』（1983年）と同時にリリースされ、リマスタリングは砂原良徳、アナログカッティングをバーニー・グランドマンがそれぞれ担当した。

## 収録曲
| #         | タイトル                                                       | 作詞                         | 作曲           | 時間  |
| --------- | -------------------------------------------------------------- | ---------------------------- | -------------- | ----- |
| 1.        | 「WHAT, ME WORRY?」(ホワット、ミー・ウォーリー?)               |                              | 高橋幸宏       | 1:05  |
| 2.        | 「IT'S GONNA WORK OUT」(きっとうまくいく)                      | ピーター・バラカン、高橋幸宏 | 高橋幸宏       | 4:00  |
| 3.        | 「SAYONARA」(サヨナラ)                                         | 高橋幸宏                     | 高橋幸宏       | 5:33  |
| 4.        | 「THIS STRANGE OBSESSION」(ディス・ストレンジ・オブセッション) | ザイン・グリフ               | ザイン・グリフ | 3:42  |
| 5.        | 「FLASHBACK」(回想)                                            | 高橋幸宏                     | 坂本龍一       | 5:17  |
| 合計時間: | 合計時間:                                                      | 合計時間:                    | 合計時間:      | 19:37 |

| #         | タイトル                                                                     | 作詞                         | 作曲                     | 時間  |
| --------- | ---------------------------------------------------------------------------- | ---------------------------- | ------------------------ | ----- |
| 6.        | 「THE REAL YOU」(本当の君)                                                   | ピーター・バラカン、高橋幸宏 | 高橋幸宏                 | 4:45  |
| 7.        | 「DISPOSABLE LOVE」(使いすてハート)                                          | ピーター・バラカン、高橋幸宏 | 高橋幸宏                 | 4:29  |
| 8.        | 「MY HIGHLAND HOME IN THAILAND」(マイ・ハイランド・ホーム・イン・タイランド) |                              | ビル・ネルソン、高橋幸宏 | 1:11  |
| 9.        | 「ALL YOU'VE GOT TO DO」(すぐそこにある)                                     | ピーター・バラカン、高橋幸宏 | 高橋幸宏                 | 3:31  |
| 10.       | 「IT'S ALL TOO MUCH」(すべて 素晴らしすぎる)                                 | ジョージ・ハリスン           | ジョージ・ハリスン       | 4:41  |
| 合計時間: | 合計時間:                                                                    | 合計時間:                    | 合計時間:                | 18:37 |

## 曲解説

### A面
1. WHAT, ME WORRY?／ホワット、ミー・ウォーリー?
2. IT'S GONNA WORK OUT／きっとうまくいく
3. SAYONARA／サヨナラ
  - ニッポン放送『高橋幸宏のオールナイトニッポン』エンディングテーマ
4. THIS STRANGE OBSESSION／ディス・ストレンジ・オブセッション
5. FLASHBACK／回想
  - 原曲は明星食品から発売された「中華三昧」のCM曲[4]（坂本のアルバム『CM/TV』に収録）。

### B面
1. THE REAL YOU／本当の君
2. DISPOSABLE LOVE／使いすてハート
3. MY HIGHLAND HOME IN THAILAND／マイ・ハイランド・ホーム・イン・タイランド
4. ALL YOU'VE GOT TO DO／すぐそこにある
5. IT'S ALL TOO MUCH／すべて 素晴らしすぎる
  - ビートルズが1969年に発表した楽曲のカバー。

## 参加ミュージシャン
- 高橋幸宏 : Keyboards, Tama Drums, Percussion, Vocals
- Bill Nelson : Guitars and E-bow
- Zaine Griff : Bass and Vocals on "THIS STRANGE OBSESSION", Backing Vocals on "THE REAL YOU" and "IT'S ALL TOO MUCH"
- Ronny : Vocals on "THIS STRANGE OBSESSION"
- Tony Mansfield : Backing Vocals on "DISPOSABLE LOVE" and "IT'S ALL TOO MUCH"
- 細野晴臣 : Bass on "FLASHBACK" and "IT'S GONNA WORK OUT"
- 坂本龍一 : Keyboards on "FLASHBACK"
- 佐藤博 : Additional Keyboards on "FLASHBACK"
- 大村憲司 : Guitar on "WHAT, ME WORRY?", Additional Guitar on "IT'S ALL TOO MUCH"
- 上野耕路 : Keyboards on "FLASHBACK"
- 沢村満 : Sax on "WHAT, ME WORRY?", "DISPOSABLE LOVE", "ALL YOU'VE GOT TO DO"

## リリース履歴
| No. | 日付           | 国名 | レーベル                                   | 規格 | 規格品番  | 備考                                                                               |
| --- | -------------- | ---- | ------------------------------------------ | ---- | --------- | ---------------------------------------------------------------------------------- |
| 1   | 1982年6月21日  | 日本 | アルファレコード / ¥ENレコード             | LP   | YLR-28003 |                                                                                    |
| 1   | 1982年6月21日  | 日本 | アルファレコード / ¥ENレコード             | CT   | YLC-28003 |                                                                                    |
| 2   | 1988年8月10日  | 日本 | アルファレコード / ¥ENレコード             | CD   | 32XA-229  |                                                                                    |
| 3   | 1992年8月21日  | 日本 | アルファレコード / ¥ENレコード             | CD   | ALCA-362  |                                                                                    |
| 4   | 1994年9月28日  | 日本 | アルファミュージック                       | CD   | ALCA-9061 |                                                                                    |
| 5   | 2021年11月24日 | 日本 | ソニー・ミュージックダイレクト / ALDELIGHT | LP   | MHJL-204  | 砂原良徳によるリマスタリング音源、バーニー・グランドマンによるアナログカッティング |

## WHAT, ME WORRY? ボク、大丈夫?
『WHAT, ME WORRY? ボク、大丈夫?』（ホワット、ミー・ウォーリー? ボク、だいじょうぶ?）、日本のシンガーソングライター・ドラマーである高橋幸宏のミニ・アルバム。
1982年7月21日にアルファレコードの¥ENレコードレーベルからリリースされた。
『WHAT, ME WORRY? ボク、大丈夫!!』の収録曲から「SAYONARA」と「FLASHBACK」、「DISPOSABLE LOVE」の日本語バージョンに加え、トニー・ザイラーの「ICH BIN DER GLÜCKLICHSTE MENSCH AUF DER WELT」（1960年）のカバーが収録され、プロデューサーは高橋が担当している。

### リリース
1982年7月21日にアルファレコードの¥ENレコードレーベルからLPレコードのみでリリースされた。
1992年8月21日に初CD化され、その後、1994年9月28日に再度リリースされた。

### 批評
| 専門評論家によるレビュー | 専門評論家によるレビュー |
| レビュー・スコア         | レビュー・スコア         |
| 出典                     | 評価                     |
| ------------------------ | ------------------------ |
| CDジャーナル             | 否定的                   |

CDジャーナルは、2度目のCD化がリリースされた1994年の音楽と比較したうえで「最先端をいっていたものほど後になると“時代”を感じる、と改めて確認」としたうえで、「当時は『ICH BIN DER GLÜCKLICHSTE MENSCH AUF DER WELT』に古臭さゆえの面白さを感じた人もいただろうが、今となってはこの手のコンセプトそのものが笑いの対象になりかねないとは恐ろしい」と否定的な評価を下している。

### 収録曲
| #         | タイトル                          | 作詞      | 作曲      | 時間 |
| --------- | --------------------------------- | --------- | --------- | ---- |
| 1.        | 「FUTARI NO KAGE NI」(二人の陰に) | 高橋幸宏  | 高橋幸宏  | 4:37 |
| 2.        | 「FLASHBACK」(回想)               | 高橋幸宏  | 坂本龍一  | 4:57 |
| 合計時間: | 合計時間:                         | 合計時間: | 合計時間: | 9:34 |

| #         | タイトル                                                       | 作詞                                  | 作曲               | 時間  |
| --------- | -------------------------------------------------------------- | ------------------------------------- | ------------------ | ----- |
| 3.        | 「DISPOSABLE LOVE」(使いすてハート)                            | ピーター・バラカン、高橋幸宏          | 高橋幸宏           | 4:28  |
| 4.        | 「SAYONARA」(サヨナラ)                                         | 高橋幸宏                              | 高橋幸宏           | 5:32  |
| 5.        | 「ICH BIN DER GLÜCKLICHSTE MENSCH AUF DER WELT」(白銀は招くよ) | - フランツ・グローテ - 訳詞: 藤田敏雄 | フランツ・グローテ | 4:01  |
| 合計時間: | 合計時間:                                                      | 合計時間:                             | 合計時間:          | 14:01 |

### 曲解説

#### A面
1. FUTARI NO KAGE NI／二人の陰に
2. FLASHBACK／回想

#### B面
1. DISPOSABLE LOVE／使いすてハート
  - 日本語バージョンとして収録されている。
2. SAYONARA／サヨナラ
3. ICH BIN DER GLÜCKLICHSTE MENSCH AUF DER WELT／白銀は招くよ
  - オーストリアのスキー選手であるトニー・ザイラーが1960年に発表した楽曲のカバー。

### 参加ミュージシャン
- 高橋幸宏 : Keyboars, Tama Drums, Percussion, Vocals
- Bill Nelson : Guitars and E-bow
- Tony Mansfield : Backing Vocals on "DISPOSABLE LOVE"
- 細野晴臣 : Bass on "Flashback"
- 坂本龍一 : Keyboards on "Flashback"
- 佐藤博 : Additional Keyboards on "FLASHBACK"
- 上野耕路 : Keyboards on "FLASHBACK"
- 沢村満 : Sax on "DISPOSABLE LOVE"

### リリース履歴
| No. | 日付          | 国名 | レーベル                       | 規格 | 規格品番  | 備考 |
| --- | ------------- | ---- | ------------------------------ | ---- | --------- | ---- |
| 1   | 1982年7月21日 | 日本 | アルファレコード / ¥ENレコード | LP   | YLR-19001 |      |
| 2   | 1992年8月21日 | 日本 | アルファレコード / ¥ENレコード | CD   | ALCA-511  |      |
| 3   | 1994年9月28日 | 日本 | アルファミュージック           | CD   | ALCA-9066 |      |

## WHAT, ME WORRY?+3

### リリース
2005年3月24日にデジタルリマスタリングが施されたCDに、初回盤は紙ジャケット仕様としてソニー・ミュージックダイレクトのGT musicレーベルからリリースされた。
2022年3月9日にソニー・ミュージックダイレクトのALDELIGHTレーベルから「ユキヒロ×幸宏 EARLY 80s」の第2弾として、タイトルを『WHAT, ME WORRY?+3』と変更し、SA-CDハイブリッドで、5枚目のアルバム『薔薇色の明日』（1983年）と同時にリリースされ、リマスタリングは砂原良徳が担当し、ライナーノーツには砂原と立花ハジメによる対談が掲載されている。

### 収録曲
| #         | タイトル                                                                           | 作詞                                  | 作曲                     | 時間  |
| --------- | ---------------------------------------------------------------------------------- | ------------------------------------- | ------------------------ | ----- |
| 1.        | 「WHAT, ME WORRY?／ホワット、ミー・ウォーリー?」                                   |                                       | 高橋幸宏                 | 1:05  |
| 2.        | 「IT'S GONNA WORK OUT／きっとうまくいく」                                          | ピーター・バラカン、高橋幸宏          | 高橋幸宏                 | 4:00  |
| 3.        | 「SAYONARA／サヨナラ」                                                             | 高橋幸宏                              | 高橋幸宏                 | 5:33  |
| 4.        | 「THIS STRANGE OBSESSION／ディス・ストレンジ・オブセッション」                     | ザイン・グリフ                        | ザイン・グリフ           | 3:42  |
| 5.        | 「FLASHBACK／回想」                                                                | 高橋幸宏                              | 坂本龍一                 | 5:17  |
| 6.        | 「THE REAL YOU／本当の君」                                                         | ピーター・バラカン、高橋幸宏          | 高橋幸宏                 | 4:45  |
| 7.        | 「DISPOSABLE LOVE／使いすてハート」                                                | ピーター・バラカン、高橋幸宏          | 高橋幸宏                 | 4:29  |
| 8.        | 「MY HIGHLAND HOME IN THAILAND／マイ・ハイランド・ホーム・イン・タイランド」       |                                       | ビル・ネルソン、高橋幸宏 | 1:11  |
| 9.        | 「ALL YOU'VE GOT TO DO／すぐそこにある」                                           | ピーター・バラカン、高橋幸宏          | 高橋幸宏                 | 3:31  |
| 10.       | 「IT'S ALL TOO MUCH／すべて 素晴らしすぎる」                                       | ジョージ・ハリスン                    | ジョージ・ハリスン       | 4:41  |
| 11.       | 「FUTARI NO KAGE NI／二人の陰に」(ボーナス・トラック)                              | 高橋幸宏                              | 高橋幸宏                 | 4:37  |
| 12.       | 「DISPOSABLE LOVE／使いすてハート (日本語ヴァージョン)」(ボーナス・トラック)       | ピーター・バラカン、高橋幸宏          | 高橋幸宏                 | 4:28  |
| 13.       | 「ICH BIN DER GLÜCKLICHSTE MENSCH AUF DER WELT／白銀は招くよ」(ボーナス・トラック) | - フランツ・グローテ - 訳詞: 藤田敏雄 | フランツ・グローテ       | 4:01  |
| 合計時間: | 合計時間:                                                                          | 合計時間:                             | 合計時間:                | 51:20 |

### 曲解説
1. WHAT, ME WORRY?／ホワット、ミー・ウォーリー?
2. IT'S GONNA WORK OUT／きっとうまくいく
3. SAYONARA／サヨナラ
4. THIS STRANGE OBSESSION／ディス・ストレンジ・オブセッション
5. FLASHBACK／回想
6. THE REAL YOU／本当の君
7. DISPOSABLE LOVE／使いすてハート
8. MY HIGHLAND HOME IN THAILAND／マイ・ハイランド・ホーム・イン・タイランド
9. ALL YOU'VE GOT TO DO／すぐそこにある
10. IT'S ALL TOO MUCH／すべて 素晴らしすぎる
11. FUTARI NO KAGE NI／二人の陰に
  - ボーナス・トラック
  - ミニ・アルバム『WHAT, ME WORRY? ボク、大丈夫?』の収録曲。
12. DISPOSABLE LOVE／使いすてハート (日本語ヴァージョン)
  - ボーナス・トラック
  - ミニ・アルバム『WHAT, ME WORRY? ボク、大丈夫?』の収録曲。
13. ICH BIN DER GLÜCKLICHSTE MENSCH AUF DER WELT／白銀は招くよ
  - ボーナス・トラック
  - ミニ・アルバム『WHAT, ME WORRY? ボク、大丈夫?』の収録曲。

### リリース履歴
| No. | 日付          | 国名                                       | レーベル          | 規格       | 規格品番                                                                      | 備考 |
| --- | ------------- | ------------------------------------------ | ----------------- | ---------- | ----------------------------------------------------------------------------- | ---- |
| 1   | 2005年3月24日 | ソニー・ミュージックダイレクト / GT music  | CD                | MHCL-514   | リマスタリング音源、初回盤のみ紙ジャケット仕様、タイトルは『WHAT, ME WORRY?』 |      |
| 2   | 2022年3月9日  | ソニー・ミュージックダイレクト / ALDELIGHT | SA-CDハイブリッド | MHCL-10154 | 砂原良徳によるリマスタリング音源、ライナーノーツ: 砂原と立花ハジメによる対談  |      |